# Jojoba
Jojoba (Simmondsia chinensis), genauer der Jojobastrauch, ist die einzige Art der monotypischen Pflanzengattung Simmondsia, der Familie der Simmondsiaceae, aus der Ordnung der Nelkenartigen (Caryophyllales). Das Hartlaubgewächs (Sklerophyllie) wird als Nutzpflanze verwendet.

## Namensherkunft und botanische Geschichte
Der Trivialname Jojoba stammt aus der Sprache der Tohono O’Odham-Indianer, wo er „ho-ho-wi“ ausgesprochen wird und dann von den Spaniern „ho-ho-ba“ genannt wurde.
Erste Erwähnungen der Jojoba-Samen stammen von spanischen Missionaren, 1716 von dem Jesuiten Luis Xavier Velarde und 1769 in den Tagebüchern des Franziskaners Junípero Serra.
Der Strauch sowie der Name „Jojoba“ wurde von dem Jesuiten Francisco Javier Clavijero später in dem Buch Storia Della California postum, Venedig 1789, erwähnt und dadurch bekannt.
Es existieren auch viele weitere Trivialnamen Wilde Haselnuss, Schweins-, Hirsch-, Schaf-, Ziegennuss, Kaffeebeere(nuss), Zitronenblatt.
Das Jojoba-Öl wurde erstmals von Léon Diguet 1895 analysiert. 1933 wurde erst die spezielle Konsistenz des Jojoba-Öls erkannt, dass es ein Wachs ist und zudem eine verblüffende Ähnlichkeit mit Walratöl aufweist.

## Beschreibung

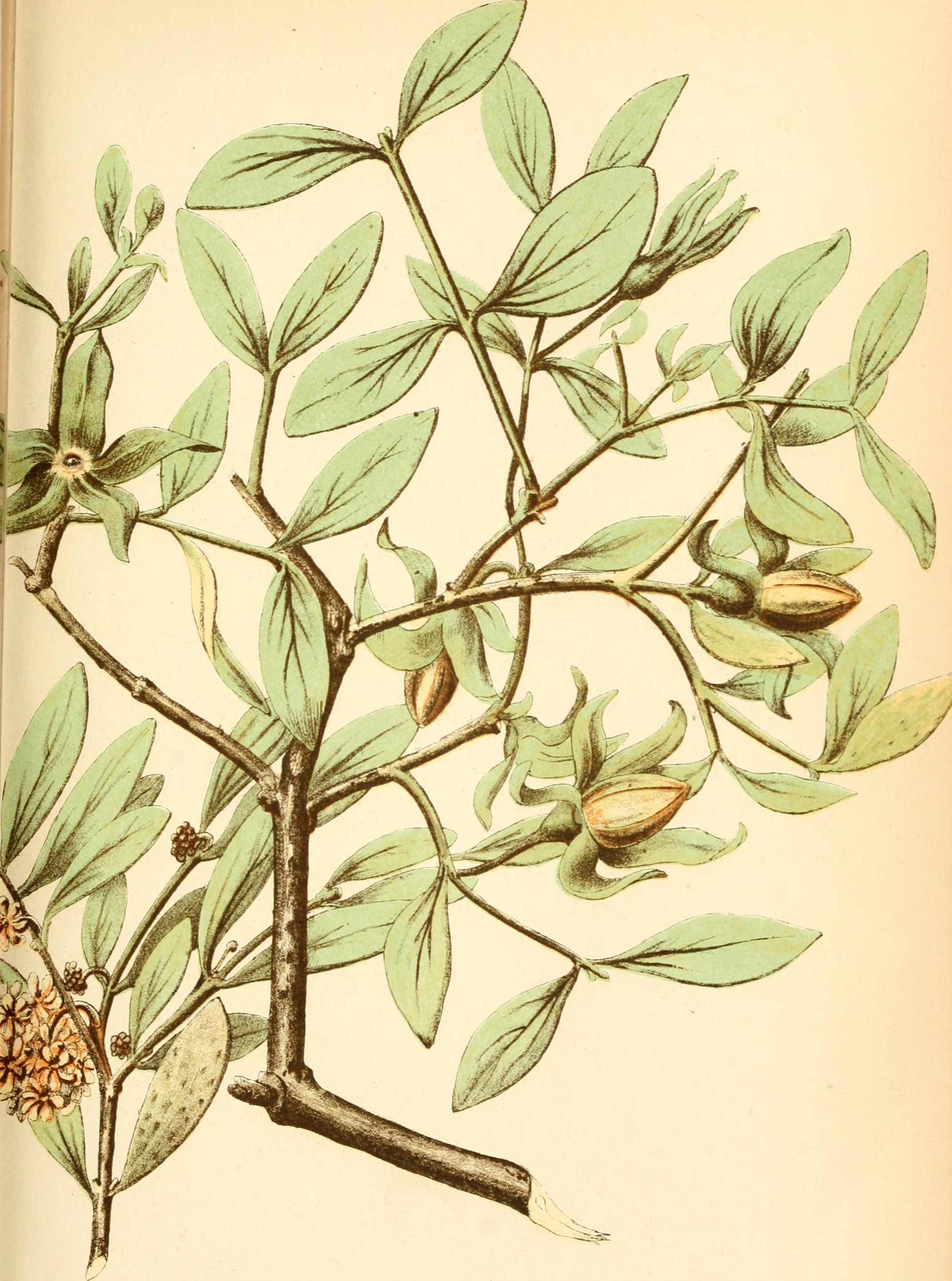
Illustration aus Bulletin of the California Academy of Sciences (1884–1886)

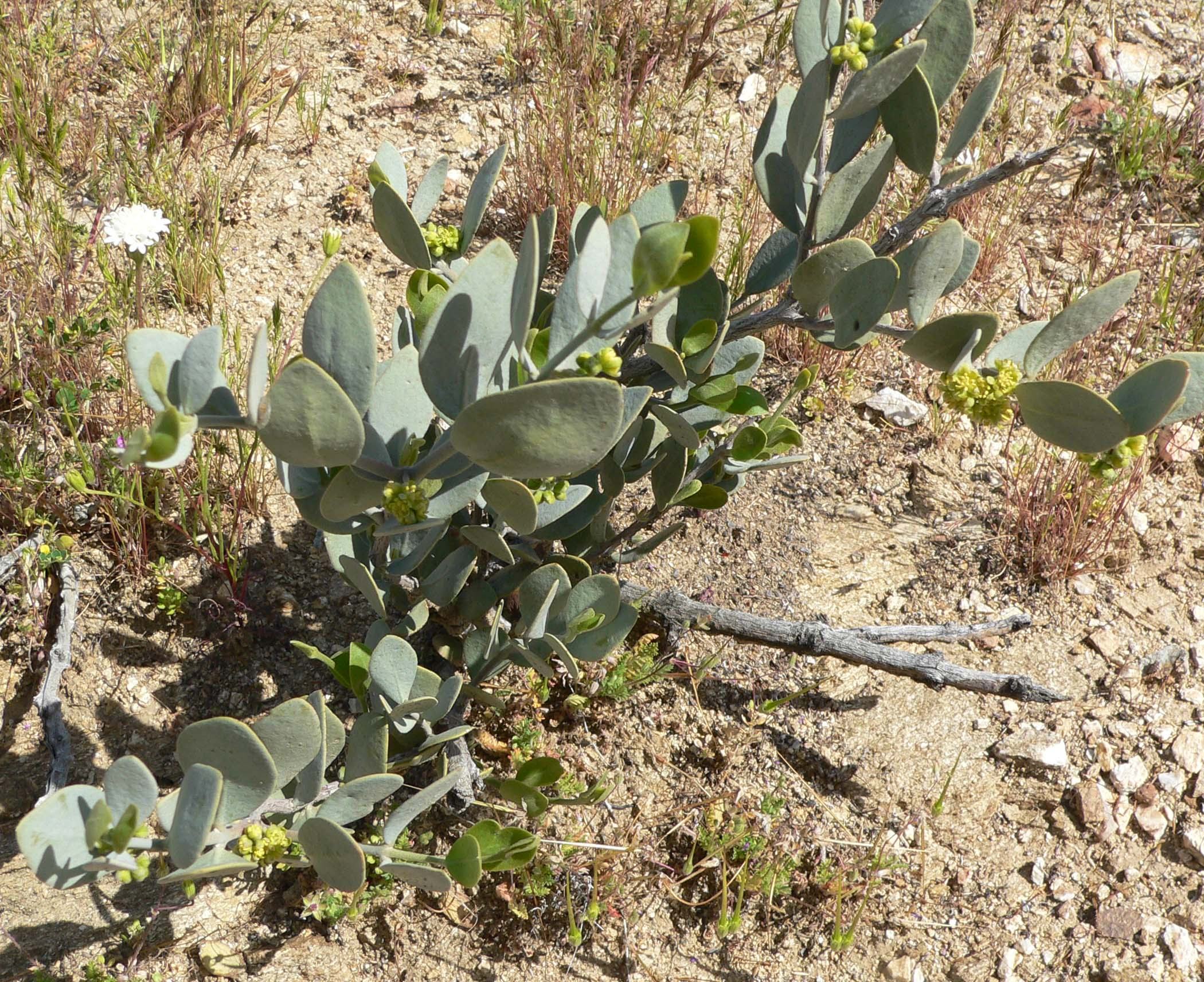
Blühende männliche Pflanze mit aufrechten, ledrigen Laubblättern

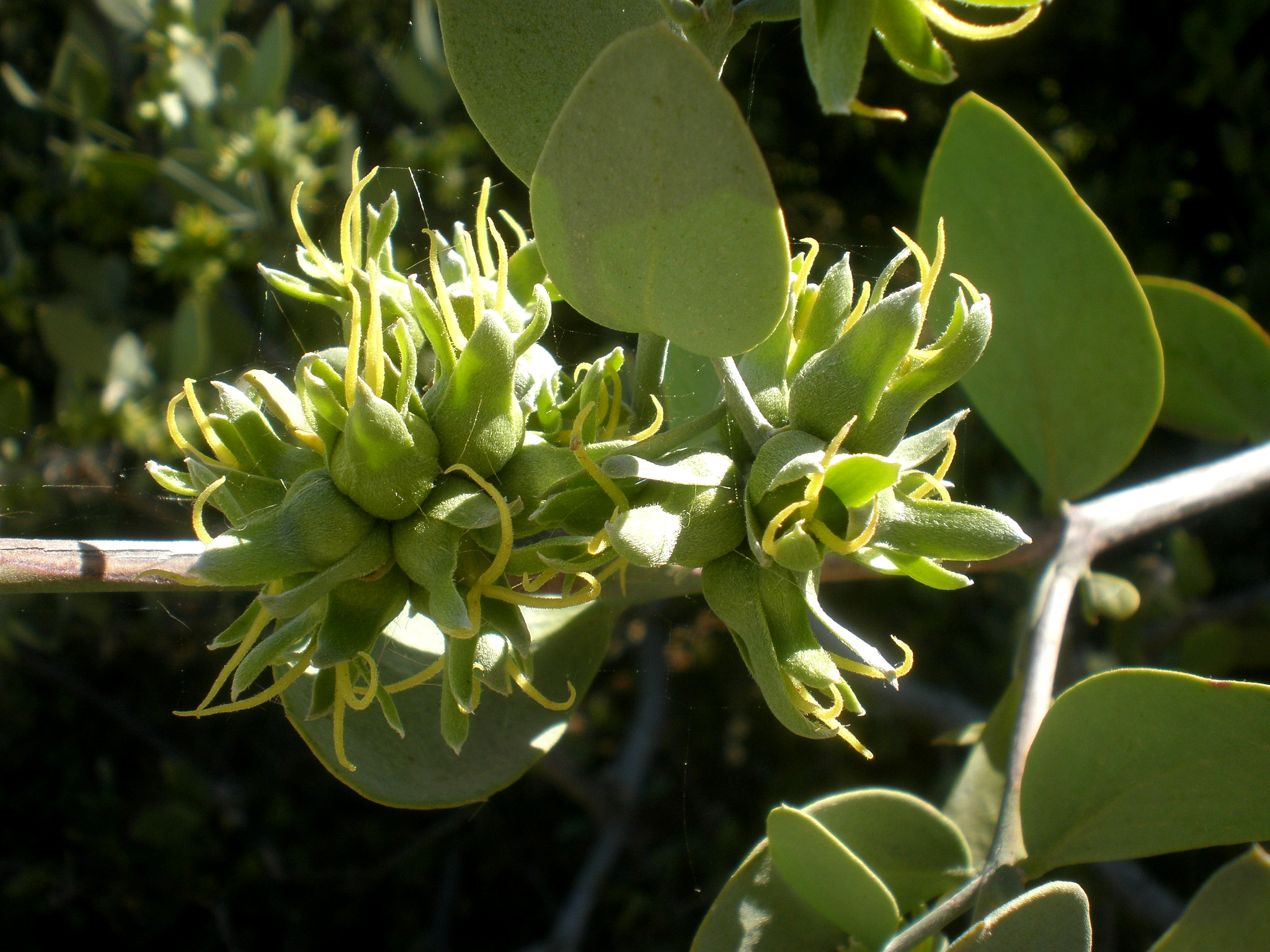
Blühende weibliche Pflanze

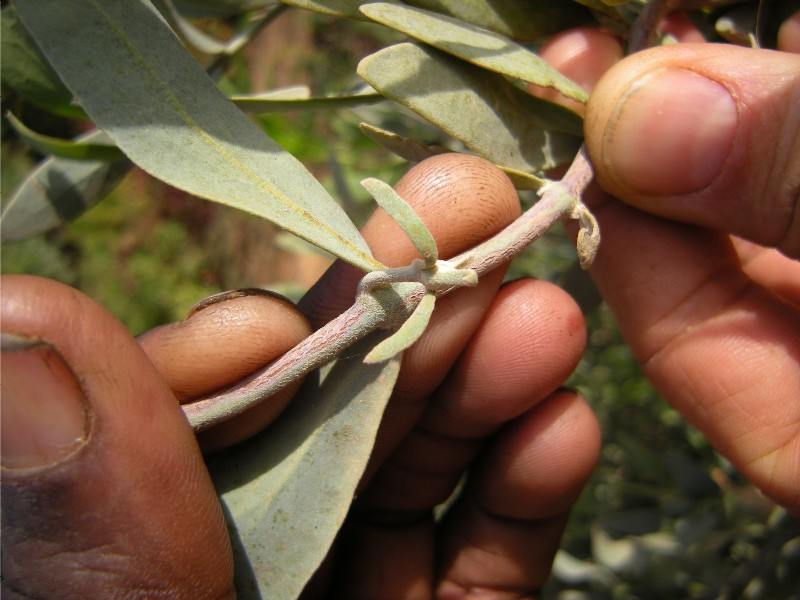
Weibliche Blüte mit zwei Tragblättern

### Vegetative Merkmale
Jojoba wächst als immergrüner, reich verzweigter, monopodialer Strauch, dessen Wuchshöhen von 0,5 bis 4 Meter variieren, üblich sind 2 bis 2,5 Meter. In natürlicher Umgebung können die Sträucher bis 200 Jahre alt werden. Er besitzt Pfahlwurzeln, welche bis 10 Meter tief in den Boden eindringen können. Anomales Sekundäres Dickenwachstum erfolgt durch ein konzentrisches Kambium. Das hellbraune Holz ist hart. Die leicht raue Rinde ist anfänglich blassgrün, später dunkler, hellbraun bis grau, mit Flecken, Streifen und Fissuren.
Die gegenständig angeordneten, aufrecht stehenden Laubblätter sind in kurzen Blattstiel und eine Blattspreite gegliedert. Die äquifaziale, xerophytische, ledrige, dicke, steife, behaarte (mit dem Alter kahle), blassgrüne, einfache Blattspreite ist bei einer Länge von 2 bis 6 Zentimetern sowie einer Breite von 1 bis 2 Zentimetern elliptisch bis lanzettlich mit symmetrisch spitzem oder gerundetem oberen Ende und ganzrandig mit einer dicken Cuticula. Die Blattadern sind fiedernervig. Anomocytische (d. h.: die Schließzellen sind ohne definierte Nebenzellen), eingesunkene Stomata befinden sich in etwa gleicher Zahl auf beiden Blattseiten, Nebenblätter fehlen. Das Blattgewebe enthält phenolische Stoffe. Die Laubblätter sind mit einer Wachsschicht überzogen, welche vor Transpiration schützt. Die Laubblätter haben eine ein- bis dreijährige Lebensdauer, abhängig von den Feuchtigkeitsbedingungen.

### Blütenstände und Blüten

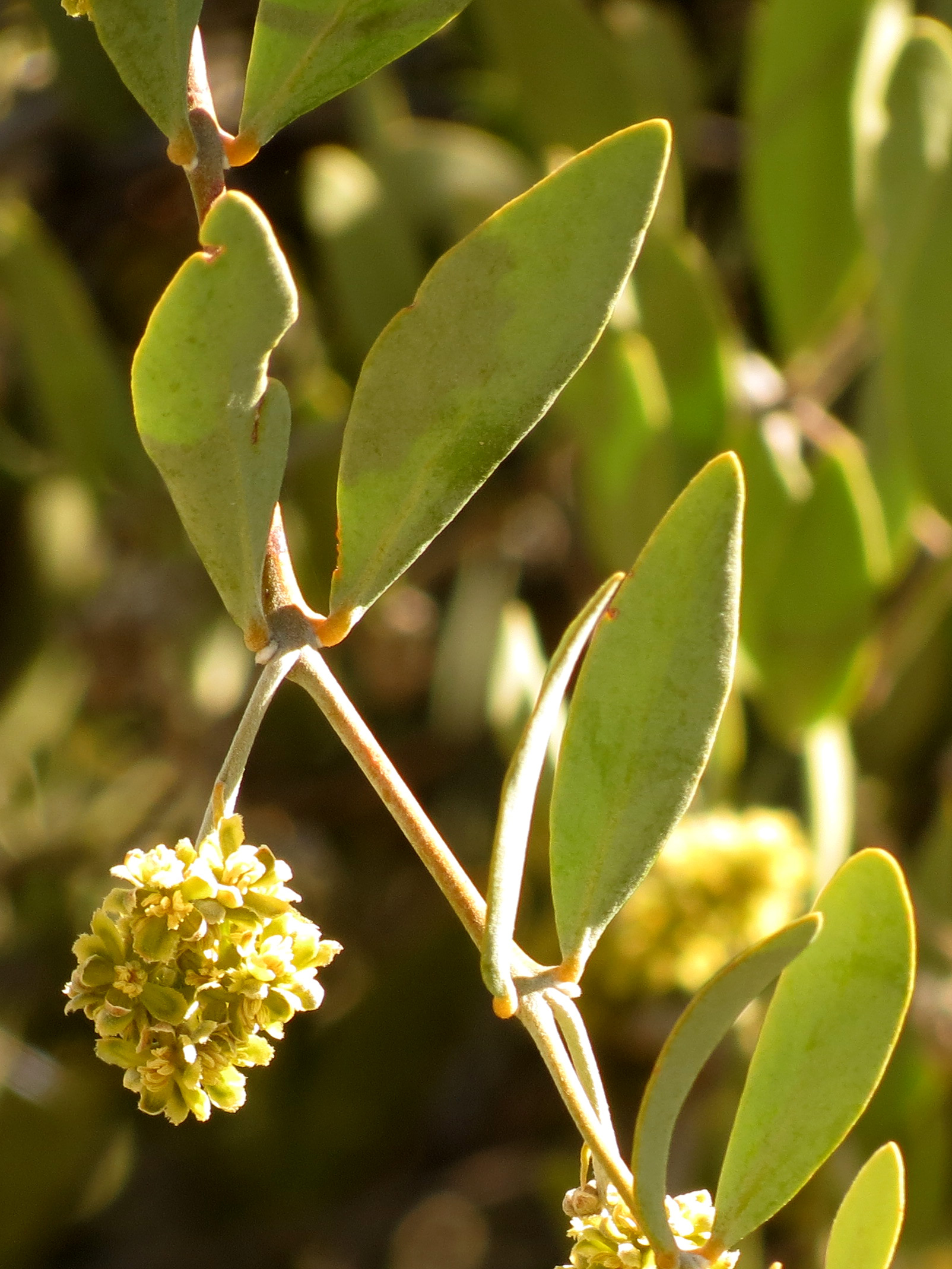
Männlicher Blütenstand

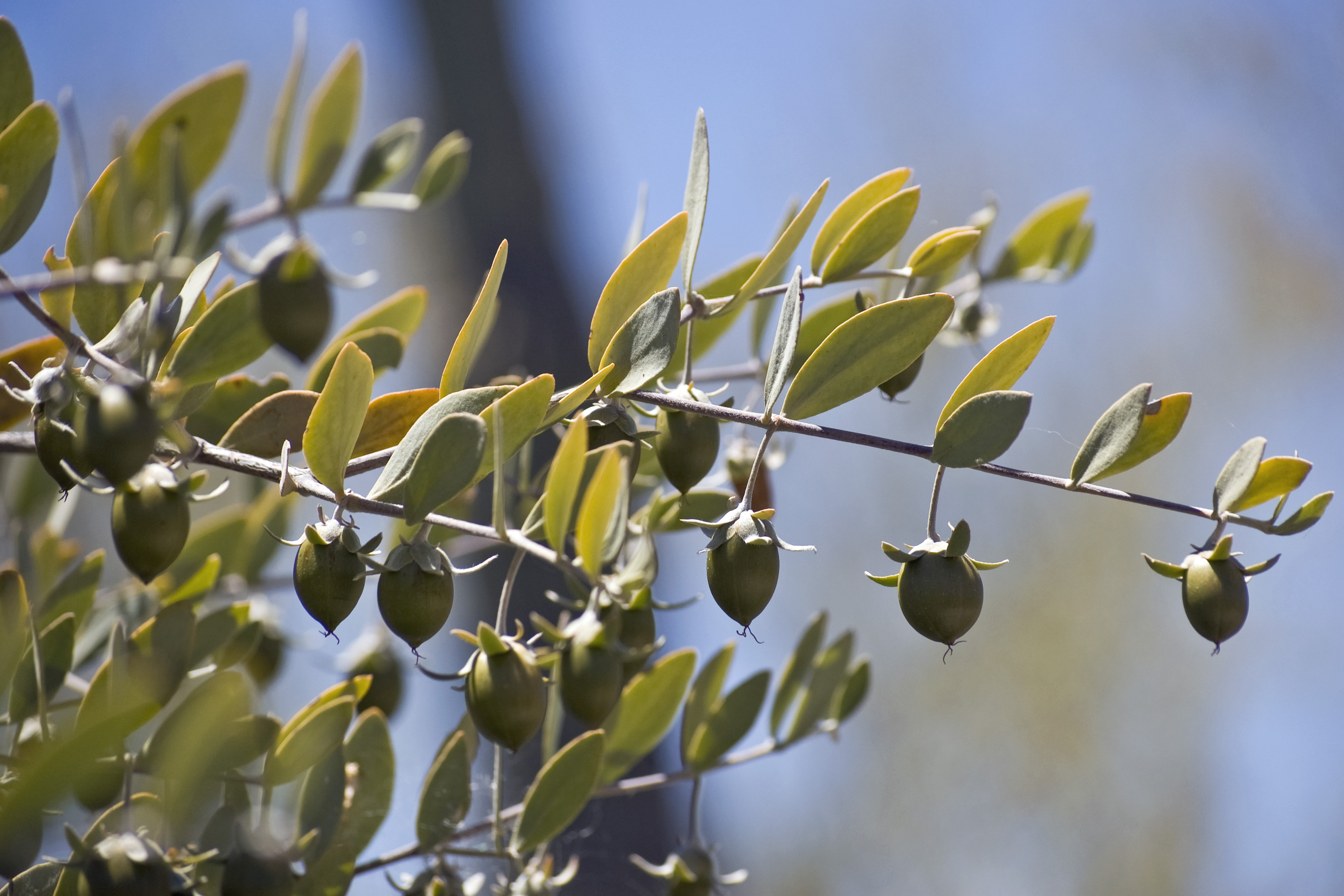
Kapselfrüchte am Zweig eines weiblichen Strauches

Simmondsia chinensis ist eine zweihäusig getrenntgeschlechtige (diözisch) Pflanze. Es gibt aber auch Exemplare mit zwittrigen Blüten. Das Geschlecht von Jojoba-Pflanzen kann nicht mit morphologischen Zeichen bestimmt werden, bis die Pflanzen die Reproduktionsreife bei drei oder mehr Jahren erreichen. Die Blüten sind achselständig, die Blütenstiele sind fein behaart.
Die männlichen Blüten stehen zu mehreren (7 bis 36) in einem traubigen Blütenstand zusammen und die weiblichen Blüten stehen meist einzeln, selten auch zu zweit, können aber vereinzelt auch in kleinen Gruppen erscheinen. Die weiblichen Blüten stehen über ein bis vier Tragblättern, welche sich während der Ontogenie verkleinern.
Die kleinen, eingeschlechtigen, radiärsymmetrischen Blüten sind meist fünfzählig (selten vier- oder sechszählig). Es sind keine Kronblätter vorhanden. Die männlichen Blüten sind gelb und 3 bis 4 Millimeter groß. Sie besitzen vier bis sechs grüne, fein behaarte Kelchblätter. Die männlichen Blüten enthalten zwei Kreise mit meist fünf (selten vier oder sechs) freien, fertilen Staubblättern mit kurzen Staubfäden. Die weiblichen Blüten sind mit einer Größe von 8 bis 14 Millimetern zwar klein, aber größer als die männlichen, und hellgrün. Sie besitzen vier bis sechs behaarte Kelchblätter. Die Kelchblätter der weiblichen Blüten sind haltbar und vergrößern sich bis zur Fruchtreife auf 10 bis 20 Millimeter. Drei Fruchtblätter sind zu einem oberständigen, anfänglich dreifächerigen Fruchtknoten verwachsen. Jedes Fruchtknotenfach enthält eine hängende, anatrope, bitegmische Samenanlage, später sterben zwei ab und es ist nur noch ein Fach vorhanden. Drei freie Griffel sind vorhanden, die in papillösen Narben enden.

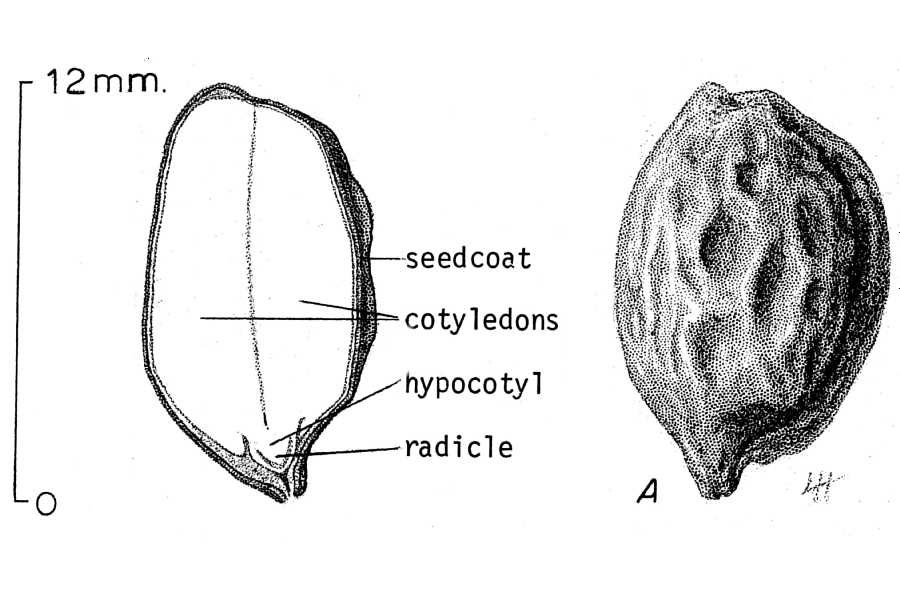
Illustration eines Jojoba-Samens

### Früchte und Samen
Es werden eiförmige, dreifächerige, meist einsamige, 2 bis 4 Zentimeter große, mit ca. 1,5 Zentimeter Durchmesser, ledrige, glatte, grüne, eichelähnliche Kapselfrüchte (Streufrucht) gebildet. Sie werden bis zur Reife orangebraun und runzlig. Die Kapselfrüchte sind 3 bis 6 Monate nach der Befruchtung reif und öffnen sich an den ventralen Nähten lokulizid (fachspaltig), um die 1,2 bis 1,5 Zentimeter langen und 0,7 bis 1,0 Zentimeter dicken „nussähnlichen“ Samen zu entlassen. Die nussbraunen, runzligen, erdnussähnlichen Samen haben eine dünne, sehr harte und feste Schale. Sie sind wie die Blätter mit einer Wachsschicht überzogen. Das Endosperm ist kaum oder nicht vorhanden. Der große, gerade Embryo ist gut entwickelt, er enthält in den zwei Speicherkotyledonen (Simmondsia chinensis ist zweikeimblättrig), ca. 50 % Wachs, welches in der Keimung verwertet wird, es kann durch Pressen gewonnen werden. Der Presskuchen enthält ca. 30 % Protein. Die Früchte können wie Oliven geerntet werden. Die Tausendkornmasse beträgt 400–800 Gramm.

### Inhaltsstoffe

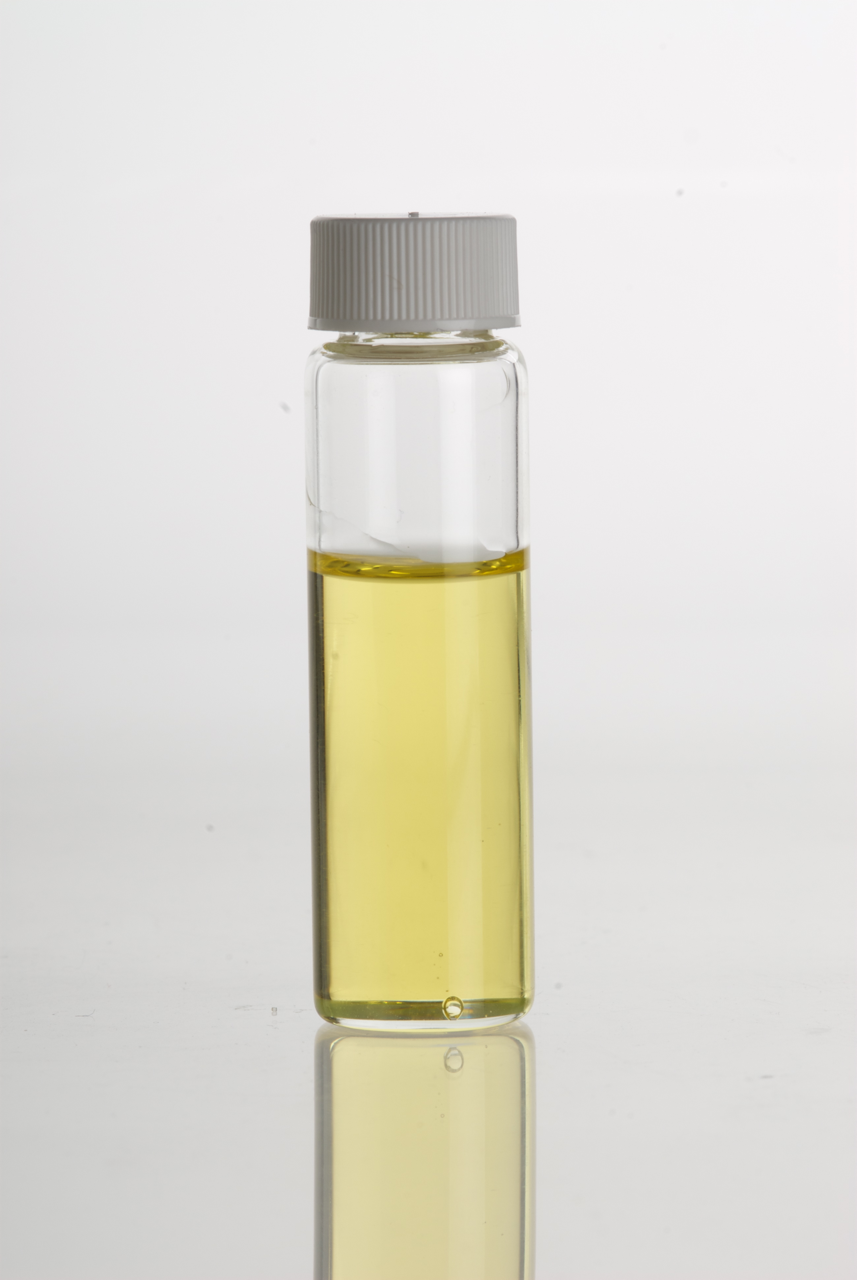
Jojoba-Öl

Simmondsia chinensis enthält (kondensierte) Tannine. Es werden Calciumoxalat-Kristalle akkumuliert. Der Embryo beziehungsweise die Keimblätter im Samen enthalten cyanogene Glycoside und flüssige Wachse aus Estern mit hoher molarer Masse zwischen 38 und 44 C-Atomen, es sind Mono-Carbonsäureester aus langkettigen, überwiegend einfach ungesättigten Fettsäuren und Alkoholen, als Speicherstoffe. Weiter sind Tocopherole, Sterole, Phospholipide, Vitamin A, Squalen enthalten.
Das klare, gelbe bis braune, Jojoba-Öl (Wachs) mit dezentem Geruch, wird nicht ranzig, weil es keine Triglyceride (Fette) enthält und es ist bis zu 25 Jahre haltbar. Der Schmelzpunkt liegt bei ca. 7 °C, daher ist es das einzige flüssige natürliche Wachs. Es ist zudem hoch druck- und temperaturbeständig. Das flüssige Wachs kann auch hydriert werden und ergibt dann ein hartes, weißes, kristallines Wachs, ähnlich dem Carnaubawachs. Eine Isomerisierung des Öls ist ebenfalls möglich, hier erhält man eine dicke, opake Creme. Weiter kann es für verschiedene Anwendungen sulfoniert, oxidiert und chloriert werden.

### Chromosomenzahl
Der haploide Chromosomensatz besteht aus 13 Chromosomen. In den somatischen Zellen der Pflanze liegt Tetraploidie vor, die Chromosomenzahl beträgt also 4 × 13 = 52.

## Analytik
Zur zuverlässigen qualitativen und quantitativen Bestimmung der Inhaltsstoffe kann die Kopplung der Hochtemperatur-Gaschromatographie mit der Massenspektrometrie herangezogen werden. Ergänzend kann auch die Dünnschichtchromatographie zur Charakterisierung der Bestandteile eingesetzt werden.

## Ökologie
Die Bestäubung erfolgt über den Wind (Anemophilie).

## Systematik
Die Erstbeschreibung dieser Art erfolgte 1822 unter dem Namen Buxus chinensis durch Johann Heinrich Friedrich Link in Enumeratio Plantarum: Horti regii botanici berolinensis altera 2, S. 386. Sein botanisches Artepitheton chinensis geht auf einen Irrtum zurück, da ein Botaniker bei der Erstbestimmung die Samen irrtümlich mit Proben anderer Pflanzenarten aus dem Kaiserreich China durcheinanderbrachte. Der Jojoba-Strauch ist in China nicht heimisch.
Der Gattungsname Simmondsia und der Name Simmondsia californica wurde 1844 von Thomas Nuttall in London Journal of Botany, Volume 3, S. 400, Tafel 16 veröffentlicht. Der gültige Name Simmondsia chinensis wurde 1907 von Camillo Karl Schneider in Illustriertes Handbuch der Laubholzkunde 2, S. 141 veröffentlicht, nachdem er die frühere Verwechslung erkannt hatte. So sind Buxus chinensis Link und Simmondsia californica Nutt. Synonyme für Simmondsia chinensis (Link) C.K.Schneid. Ein Synonym für Simmondsia Nutt. ist Brocchia Mauri ex Ten.
Die Gattung Simmondsia wurde lange Zeit in Buxaceae eingeordnet oder als eigene Familie Simmondsiaceae, den Buxaceae nahegestellt. Es wurde auch eine eigene Ordnung Simmondsiales innerhalb der Hamamelididae (Takhtajan 1997) aufgestellt. Heute gehört diese monotypische Gattung in die Ordnung der Caryophyllales. Die Familie Simmondsiaceae wurde 1899 von Philippe Van Tieghem in Just’s botanischer Jahresbericht, 25 (2), S. 422 aufgestellt. Der Gattungsname Simmondsia ehrt den britischen Arzt und Botaniker Thomas Williams Simmonds (1767–1804).

## Vorkommen

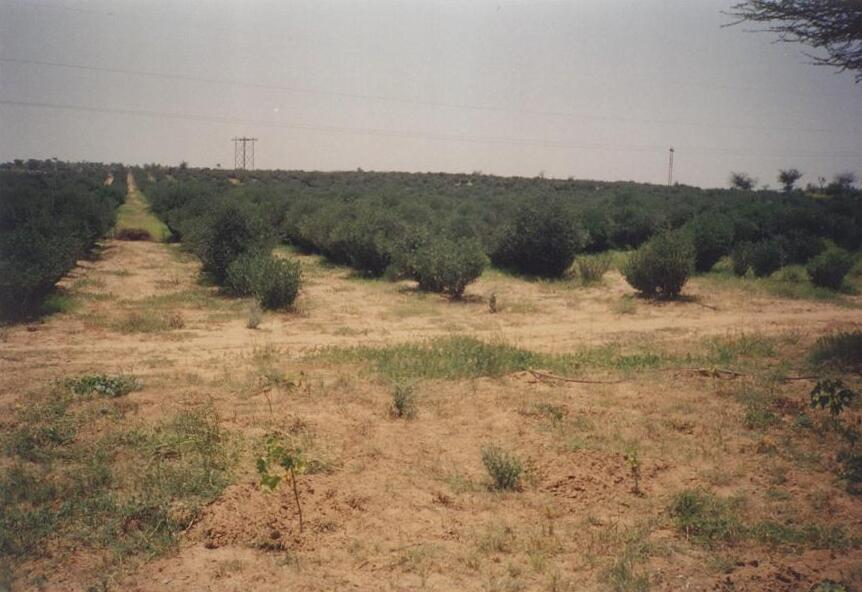
Jojoba-Plantage mit weiten Abständen zwischen den Reihen

Der Jojobastrauch gedeiht in Halbwüsten und Wüsten. Er ist in Mexiko, Kalifornien und Arizona im Gebiet der Sonora-Wüste heimisch.
Jojoba wird kommerziell außer in den USA noch in Israel, Ägypten, Jordanien, Argentinien, Peru und Australien angebaut. Ihre ökologische Bedeutung liegt im Schutz vor Bodenerosion und der Schaffung eines günstigen Kleinklimas.
Die von Jojoba besiedelten Biotope reichen von warm-gemäßigten Wüsten, mit wenig oder keinem Frost über Dornwald bis zu Trockenwald. Der Jahresniederschlag sollte zwischen 200 und 1100 mm liegen, in Extremfällen werden unter 125 mm vertragen. Die besten Wachstumsbedingungen liegen bei etwa 300 mm. Bei Niederschlägen von etwa 75 mm wächst Jojoba bis zu 1 Meter hoch, bei Niederschlägen von 250 bis 400 mm erreicht er bis zu 5 Meter Wuchshöhe. Die Jahresdurchschnittstemperatur darf zwischen 16 °C und 26 °C liegen. Jojoba toleriert volle Sonne und Temperaturen zwischen 0 °C und 47 °C. Bei ausgewachsenen Sträuchern darf die Temperatur auf −10 °C sinken, aber Keimlinge sind empfindlich gegen Frost schon knapp unter 0 °C. Die Böden können pH-Werte zwischen 5 und 8 aufweisen. Jojoba gedeiht meist nur in gut drainierten Böden, grobe, gut durchlüftete Wüstenböden, in denen Phosphor vorkommt. Man findet sie bis in eine Höhe von 1500 Meter.

## Anbau
Die Keimfähigkeit von Jojoba-Samen beträgt nach einem halben Jahr 99 % und nach elf Jahren noch 38 % bei offener Lagerung. Die besten Keimerfolge liegen in basischem Sand bei Temperaturen von 27 bis 38 °C. Die Anzucht von Stecklingen hat den Vorteil, dass man die genaue Menge an weiblichen und männlichen Exemplaren vermehren kann; die Bewurzelungszeit dauert etwa 38 Tage.
Gepflanzt werden Hecken mit 4 bis 5 Metern Zwischenraum und jeweils 2 Metern Abstand zwischen den einzelnen Pflanzen. Ideal ist ein fruchtbarer Boden mit einem pH-Wert von mehr als 5. Mindestens 5 % der Pflanzen sollten männlich sein, um eine Bestäubung sicherzustellen; beispielsweise 500 weibliche und 50 männliche Exemplare je Hektar, es können aber auch bei einer anderen Anbaumethode bis zu 2500 Exemplare je Hektar gepflanzt werden. Apomiktische Pflanzen sind bekannt, dies würde den Bedarf an Bestäuberpflanzen senken. Der erste Ertrag kann nach 3 bis 5 Jahren erzielt werden, das Ertragsmaximum liegt bei 12 Jahren.

## Nutzung
Die Pflanzen erreichen mit etwa vier Lebensjahren ihre volle Fruchtproduktion. Dann kann je Pflanze bis zu 300 Kilogramm Wachs im Jahr gewonnen werden. Die Samen enthalten 50 bis 60 % ihres Gewichts als Wachs. Dieses besteht zu 52 bis 65 % aus Arachinsäure, zu 16 bis 27 % aus Ölsäure, jeweils zu 7 bis 10 % aus Palmitin- und Behensäure, zu 1 bis 2,5 % aus Linolensäure und bis zu 1 % aus Linolsäure.
Das Pflanzenwachs wird für kosmetische und für industrielle Zwecke verwendet. Es enthält Provitamin A und Vitamin E, pflegt durch seine günstige Fettsäurenzusammensetzung die Haut und ist für alle Hauttypen geeignet. Es schützt vor Austrocknung, ohne einen schmierigen Film auf der Haut zu hinterlassen, es ist leicht entzündungshemmend und riecht nur sehr schwach. Es wird als Massageöl und in der Haarpflege verwendet. Jojobaöl hat einen natürlichen Lichtschutzfaktor von drei bis vier und wird deswegen als Basisöl für Sonnenöle verwendet. Auch bei der Herstellung selbstgefertigter Kosmetik wird es wegen seiner positiven Eigenschaften häufig eingesetzt. So ist Jojoba-Öl ausgesprochen oxidationsstabil und trägt zur Stabilisierung von Ölmischungen bei. Zudem verhält es sich in Emulsionen wie ein Konsistenzgeber und Koemulgator. Da es vergleichsweise langsam spreitet, eignet es sich besonders gut für den Einsatz in Augenpflegeprodukten.
In der industriellen Anwendung ist es Ausgangsstoff vieler Schmiermittel für Präzisionsinstrumente und Grundlage von Pflegewachsen für Möbel- und Autopolituren. Es dient als Ersatz für das mittlerweile verbotene Walratöl, das früher aus Pottwalen gewonnen wurde.
Erste kommerzielle Anbauversuche erfolgten 1943 in den USA, als bedingt durch den Zweiten Weltkrieg alternative Rohstoffressourcen gesucht wurden. Am Markt etablierte sich die Produktion erst in den 1970er-Jahren. Erfolgreich experimentiert wurde, unter anderem in Arabien, auch mit der Anwendung als Treibstoff für Dieselmotoren unter Beigabe von Methanol.
Von den indigenen Völkern wurden die Samen geröstet und gekocht, um eine butterige Salbe zu gewinnen, welche als Heil- und Pflegemittel benutzt wurde. Die Samen wurden für Notzeiten gedörrt und auch als Anorektikum verwendet. Der Geschmack der Samen erinnert an Haselnüsse, ist aber bitterer. Das Öl (Wachs) kann als Speiseöl verwendet werden, ist aber unverdaulich.
Ein weiterer Inhaltsstoff der Samen ist Simmondsin, welches in der ganzen Pflanze vorkommt. Samenpulver mit hohem Simmondsin-Gehalt wurde Anfang 2007 Nahrungsmitteln zugesetzt und besonders angepriesen. Dieser Nahrungsmittelzusatz ist aber europaweit gesetzlich verboten. Das Bundesinstitut für Risikobewertung rät von einer Einnahme ab, da sich die Samen im Tierversuch als stark toxisch erwiesen haben.
Aus den Blättern kann ein Extrakt gewonnen werden, welcher z. B. als Nematizid verwendet werden kann.

## Weitere Bilder

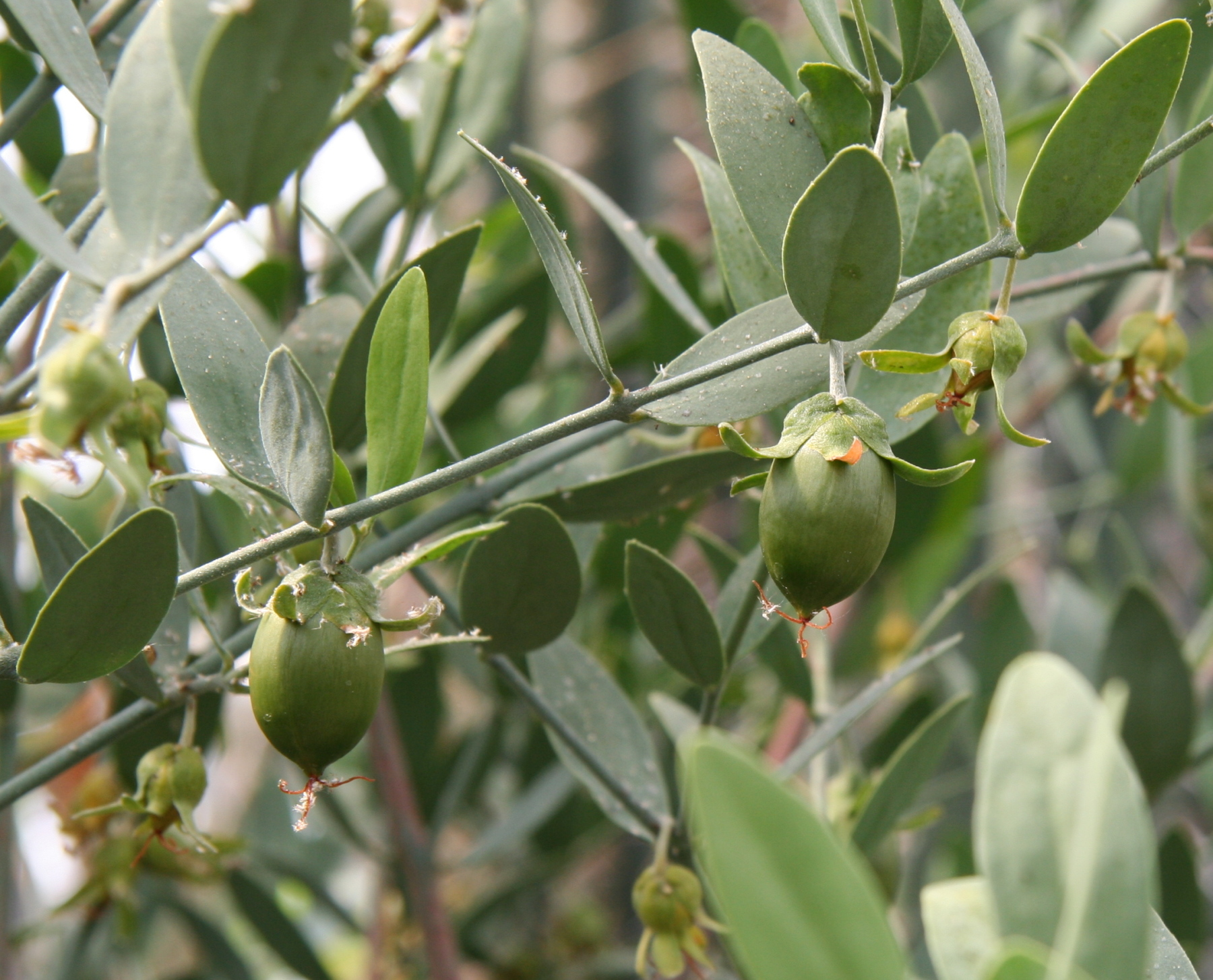
Kapselfrüchte mit den vergrößerten Kelchblättern
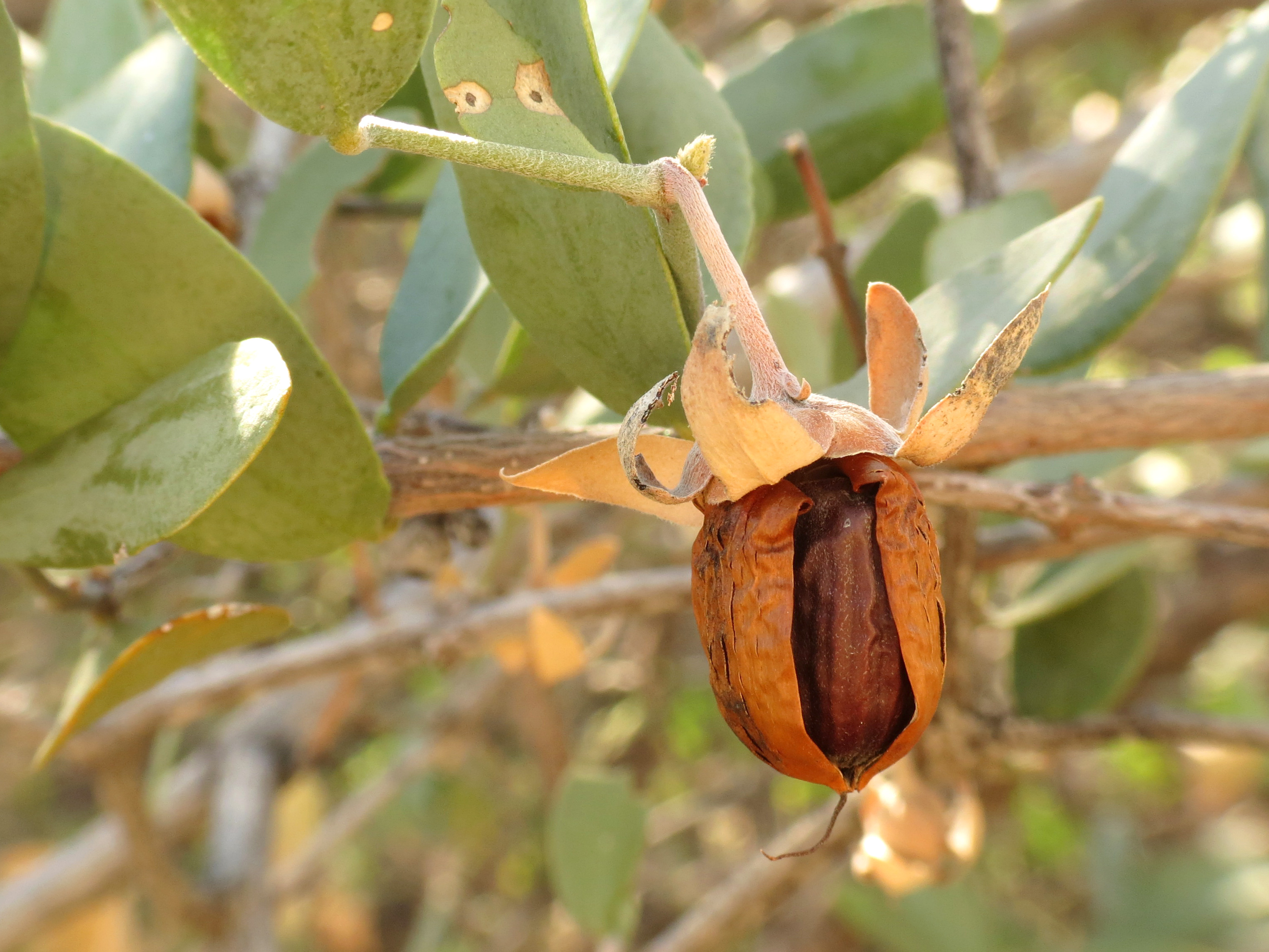
Halbgeöffnete, reife Jojoba-Frucht mit Samen